# Argiope boesenbergi
Argiope boesenbergi là một loài nhện trong họ Araneidae.
Loài này thuộc chi Argiope. Argiope boesenbergi được Herbert Walter Levi miêu tả năm 1983.